# 道の駅デンパーク安城
道の駅デンパーク安城（みちのえき デンパークあんじょう）は、愛知県安城市赤松町梶にある国道23号の道の駅である。
国道23号を登録路線としているが、当路線上ではなく、知立バイパス和泉インターから、自動車で5分ほど離れた場所に立地している。

## 概要
安城市が建設した、ガーデニングをテーマにしたテーマパーク「安城産業文化公園デンパーク」の第二駐車場内に作られており、同公園の駐車場と2箇所のトイレ、公衆電話を道の駅として共用する省スペース型の施設で、愛知県内では8番目の道の駅となる。
駅内の情報コーナーは安城市役所が管理している。かってはあいち中央農協が管理する産直コーナーも営業していた。
基本的に同公園が開園する日の営業となっている。

## 施設
- 駐車場
  - 普通車：61台
  - 大型車：5台
  - 身障者用駐車場：11台
- トイレ（いずれも24時間利用可能）
  - （入口側小型） 男：大2、小3 / 女：3
  - （出口側大型）男：大4、小8 / 女：9
  - 身障者用：1 / 1 ※ オストメイト：有
- 公衆電話
- 情報コーナー
- 観光案内コーナー
- 物販コーナー（9:00 - 17:00、季節・イベントによる変動あり）

## 休館日
- 物販コーナー：毎週火曜日（祝日の場合、祝明け日）
- 情報コーナー、観光案内コーナー：年末年始

## アクセス
知立バイパス和泉インター、安城西尾インターから車で約5分。
- 国道23号 - 登録路線。

## 周辺
- 安城産業文化公園デンパーク
- マーメイドパレス
- 丈山苑